# Гадоева, Зебо
Зебо Гадоева (1920 год — 1998 год, село Лагмон, Кулябский район, Таджикистан) — звеньевая колхоза имени Ильича Кулябского района Кулябской области, Таджикская ССР. Герой Социалистического Труда (1948). Депутат Верховного Совета Таджикской ССР 2 и 3 созывов.

## Биография
Родилась в 1920 году в крестьянской семье в одном из сельских населённых пунктов современного Муминабадского района. С 1936 года трудилась рядовой колхозницей, звеньевой хлопководческого звена в колхозе имени Ильича Кулябского района.
В 1947 году звено Зебо Гадоевой получило высокий урожай хлопка-сырца. Указом Президиума Верховного Совета СССР от 1 марта 1948 года «за получение высокого урожая хлопка при выполнении колхозом обязательных поставок и натуроплаты за работу МТС в 1947 году и обеспеченности семенами зерновых культур для весеннего сева 1948 года» удостоена звания Героя Социалистического Труда с вручением ордена Ленина и золотой медали «Серп и Молот».
В 1970 году вышла на пенсию. Проживала в селе Лагмон. Скончалась в 1998 году.
Награды
- Герой Социалистического Труда
- Орден Ленина
- Почётная грамота Президиума Верховного Совета Таджикской ССР